# سامول مانوکیان
سامول مانوکیان (ارمنی: Սամվէլ Մանուկյան؛ زادهٔ ۱۲ اکتبر ۱۹۷۴ در گیومری) یک کشتی‌گیر در رشته فرنگی اهل ارمنستان است که نماینده ارمنستان در بازی‌های المپیک تابستانی ۱۹۹۶ در وزن ۶۸ کیلوگرم کشتی فرنگی مردان بود. وی برادر کوچکتر مخیتار مانوکیان است